# Józef Janek Szlajfsztajn

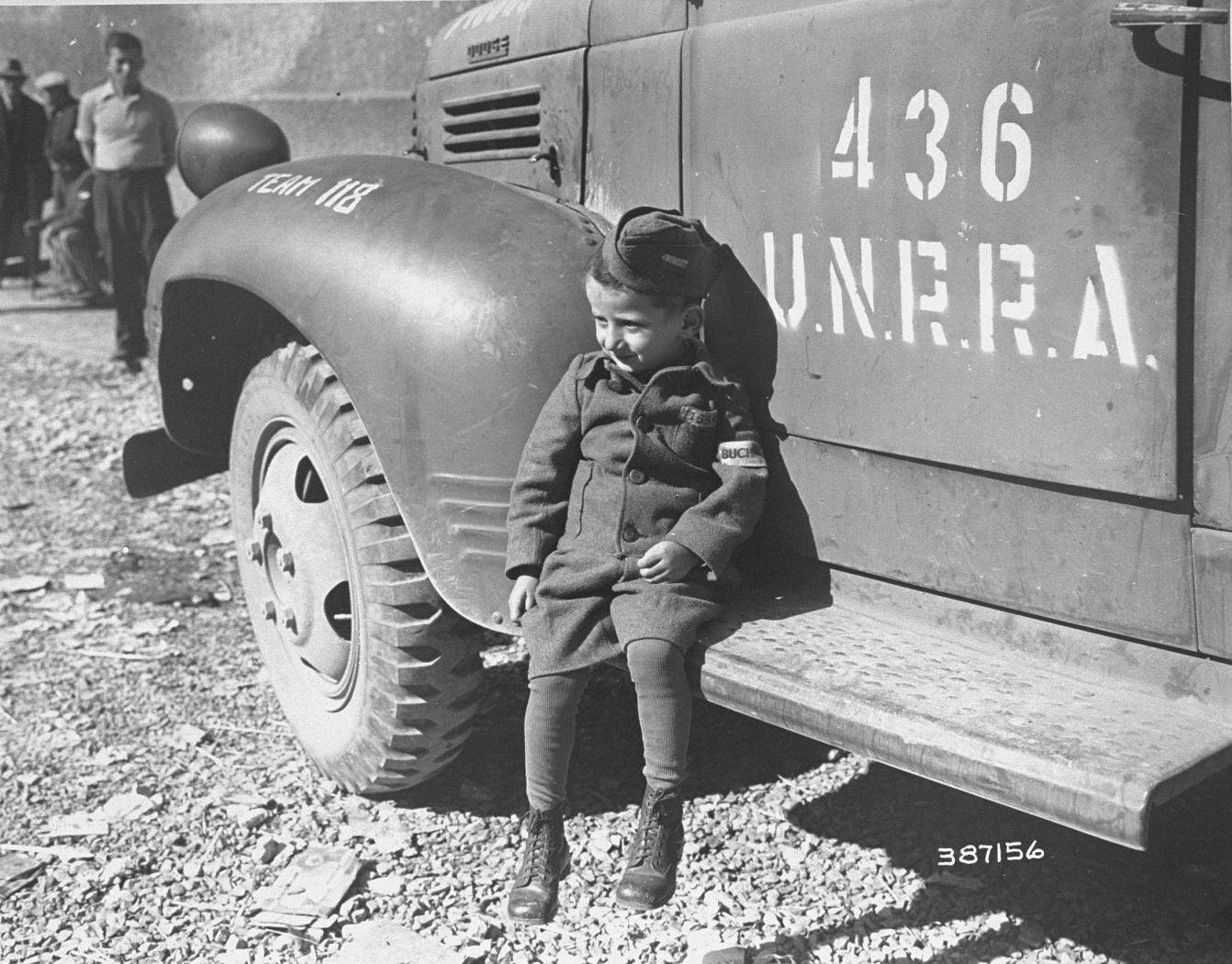
Schleifstein in Buchenwald, kurz nach der Befreiung. (1945)

Józef Janek Szlajfsztajn (später Josef Schleifstein) (* 7. März 1941 in Sandomierz) ist ein in Polen geborener US-Amerikaner, der im Alter von drei bzw. vier Jahren das KZ Buchenwald und den Holocaust überlebt hat. Sein Vater versteckte ihn in einem großen Sack, um die Entdeckung durch SS-Wachen bei der Ankunft im Lager zu vermeiden. Andere Häftlinge halfen seinem Vater, ihn versteckt zu halten, und Schleifstein überlebte bis zur Befreiung des Lagers durch die Amerikaner. Nach dem Zweiten Weltkrieg wanderten Schleifstein und seine Eltern in die USA aus. Er sprach jahrzehntelang nicht über seine Kriegserfahrungen, nicht einmal mit seinen Kindern. Im Jahr 1999 erlangte sein Fall Aufmerksamkeit, nachdem das Drehbuch für den Film Das Leben ist schön, der 1997 veröffentlicht wurde, bekannt wurde. Die in dem Film erzählte Geschichte weist Parallelen zu Schleifsteins Schicksal auf und diente laut Medienberichten möglicherweise als Inspirationsquelle für den Film. 
Der Fall von Józef Janek Szlajfsztajn ist nicht zu verwechseln mit dem von Stefan Jerzy Zweig, dessen Schicksal im KZ Buchenwald ähnlich wie das von Schleifstein war.